# Meggy Hussong
Meggy Marie Hussong (* 20. März 2007) ist eine deutsche Schauspielerin.

## Leben
Meggy Hussong wächst in Gettorf im Land Schleswig-Holstein auf. Bekannt wurde sie durch den deutschen Kinofilm Mein Lotta-Leben – Alles Bingo mit Flamingo! aus dem Jahr 2019. Im selben Jahr hatte sie in der Disney-Jugendserie An die Töpfe, fertig, lecker! einen Auftritt in einem Kurzclip. 2020 nahm sie an der Deutschen Spielshow Klein gegen Groß – Das unglaubliche Duell des Ersten Deutschen Fernsehens teil und verlor bei einem Musical-Duell gegen die Sängerin Dagmar Koller.

## Filmografie
- 2019: Mein Lotta-Leben – Alles Bingo mit Flamingo!
- 2022: Mein Lotta-Leben: Alles Tschaka mit Alpaka!